# Bory Babimojskie
Bory Babimojskie este o arie protejată (sit de importanță comunitară — SCI) din Polonia întinsă pe o suprafață de 619,66 ha, integral pe uscat.

## Localizare
Centrul sitului Bory Babimojskie este situat la coordonatele 52°08′03″N 15°51′40″E / 52.1342°N 15.8612°E.

## Înființare
Situl Bory Babimojskie a fost declarat sit de importanță comunitară în octombrie 2009 pentru a proteja un număr necunoscut de specii din flora spontană și fauna sălbatică aflate în arealul zonei.

## Biodiversitate
Situată în ecoregiunea continentală, aria protejată conține 1 habitat natural: Păduri central-europene de pin scoțian cu licheni.
La baza desemnării sitului se află un număr nedeclarat de specii protejate.